# Burg Mühlenbach (Heusweiler)
Die Burg Mühlenbach, auch Mehlenbach genannt, ist eine abgegangene Turmhügelburg (Motte) in dem Ortsteil Numborn der Gemeinde Heusweiler im Regionalverband Saarbrücken im Saarland.

## Geschichte
Am 30. August 1274 belehnt Simon Graf v. Saarbrücken-Commercy die Brüder Boemund und Joffried von Saarbrücken a.d.H.d. Edelherren v. Saarbrücken mit dem Hof zu Heusweiler (Huswilre), Gerlosheim und Kirchheim. (A.H. Jungk, Regesten zur Geschichte der ehemaligen Nassau-Saarbrückischen Lande, Saarbrücken 1914, Nr. 536) Wahrscheinlich wurde die Burg nach 1274 bis Anfang des 14. Jahrhunderts als Familiensitz dieses Zweiges der Edelherren von Saarbrücken, die sich danach Herren von Mühlenbach nannten, erbaut und im 14. Jahrhundert erstmals erwähnt: 1350 urkundet der Wäppner "Joffrid von Saarbrücken, Herr von Mülebach", Sohn des verstorbenen Ritters Joffrid v. Saarbrücken, erstmals als ein Herr von Mühlenbach.(A.H. Jungk, Regesten, Nr. 1526) Aus der Zeit vor 1274 ist nichts überliefert von Herren v. Mühlenbach, und die Erbauungszeit um 1300 spricht dagegen, dass es sich je um eine Turmhügelburg (Motte) gehandelt hat. 1352 siegeln Ritter Joffrid v. Saarbr. und sein Verwandter Reinold v. Montclair einen Urfehdeschwur Ludwigs v. Bübingen wegen seiner Gefangennahme vor der Burg Mühlenbach, die damals wohl belagert wurde.(Jungk, Regesten, Nr. 1541) 1374 wurde die Burg geschleift, aber die Herren v. Mühlenbach blieben offenbar im Besitz ihres Lehens. Sie scheint danach wieder aufgebaut, jedenfalls bewohnt gewesen zu sein. Als nach dem Tod des letzten Lehnsinhabers, des Trierer Domdechanten Benmolt v. Mühlenbach, um die Mitte des 15. Jahrhunderts das Lehen Heusweiler an den Grafen v. Nassau-Saarbrücken zurückfiel (LAS 22/2659, S. 1–37), blieb dennoch ein Jungher Heinrich v. Mulenbach "auf der Burg sitzen" (LAS 22/2659, S. 1–37), der "ein Edelmann, aber ein Bastard" gewesen sei und gegen Ende des 15. Jahrhunderts seine Gerechtigkeit in Numborn an die Frühmesse zu Kölln (Köllerbach) verkaufte. (vgl. K.L. Rug, Die evangelischen Familien des Köllertals vor 1840, S. 49)
Danach scheint die Burg nicht wieder verlehnt worden und verfallen zu sein. 1635 beschreibt der Saarbrücker Registrator Andreae Reste der Burg, die noch in Giebeln mit Fenstern bestanden sowie drei Gräben um das Areal (A.H. Jungk, handschriftl. Notizen zum Kreis Saarbrücken, Stadtbücherei Saarbr., Landeskundl. Abtlg Nr. 994).
Im 19. Jahrhundert tauchte erstmals die Bezeichnung „Mehlenbach“ für die Burganlage auf.
1939 bis 1940 wurde im Burggelände eine Geschützstellung des Westwalls errichtet.

## Beschreibung
Der Burgstall (Burgstelle) der einstigen Mottenanlage zeigt eine Ausdehnung von 70 Meter. Der von einem ringförmigen Graben umgebene Turmhügel ist zur Hälfte abgetragen und stark verflacht.